# Hamza Shehbaz Sharif
Mian Muhammad Hamza Shehbaz Sharif ou plus simplement Hamza Shehbaz (en ourdou : میاں محمد حمزہ شہباز), né le 6 septembre 1974, est un homme politique pakistanais. Membre de la Ligue musulmane du Pakistan (N), son père Shehbaz Sharif dirige le parti depuis 2018.
Élu député de l'Assemblée nationale pour la première fois lors des élections de 2008, il est réélu en 2013 avant de devenir député provincial du Pendjab en 2018. Il est investi ministre en chef de la province le 16 avril 2022.

## Famille et éducation
Hamza Shehbaz est né le 6 septembre 1974 de son père Shehbaz Sharif et sa mère Nusrat Shehbaz. Le couple se sépare en 1993.

## Carrière politique
Hamza Shehbaz est issu d'une dynastie politique de riches hommes d'affaires. Il entre en politique dans le sillage de son père Shehbaz Sharif ainsi que son oncle Nawaz Sharif, alors que ce dernier est Premier ministre dans les années 1990. Après le coup d'État de 1999 qui renverse son oncle, il est l'un des rares membres de la famille à ne pas être contraint à l'exil, ce qui lui permet de gérer les industries familiales.